# Каянус-Бленнер, Лиллю

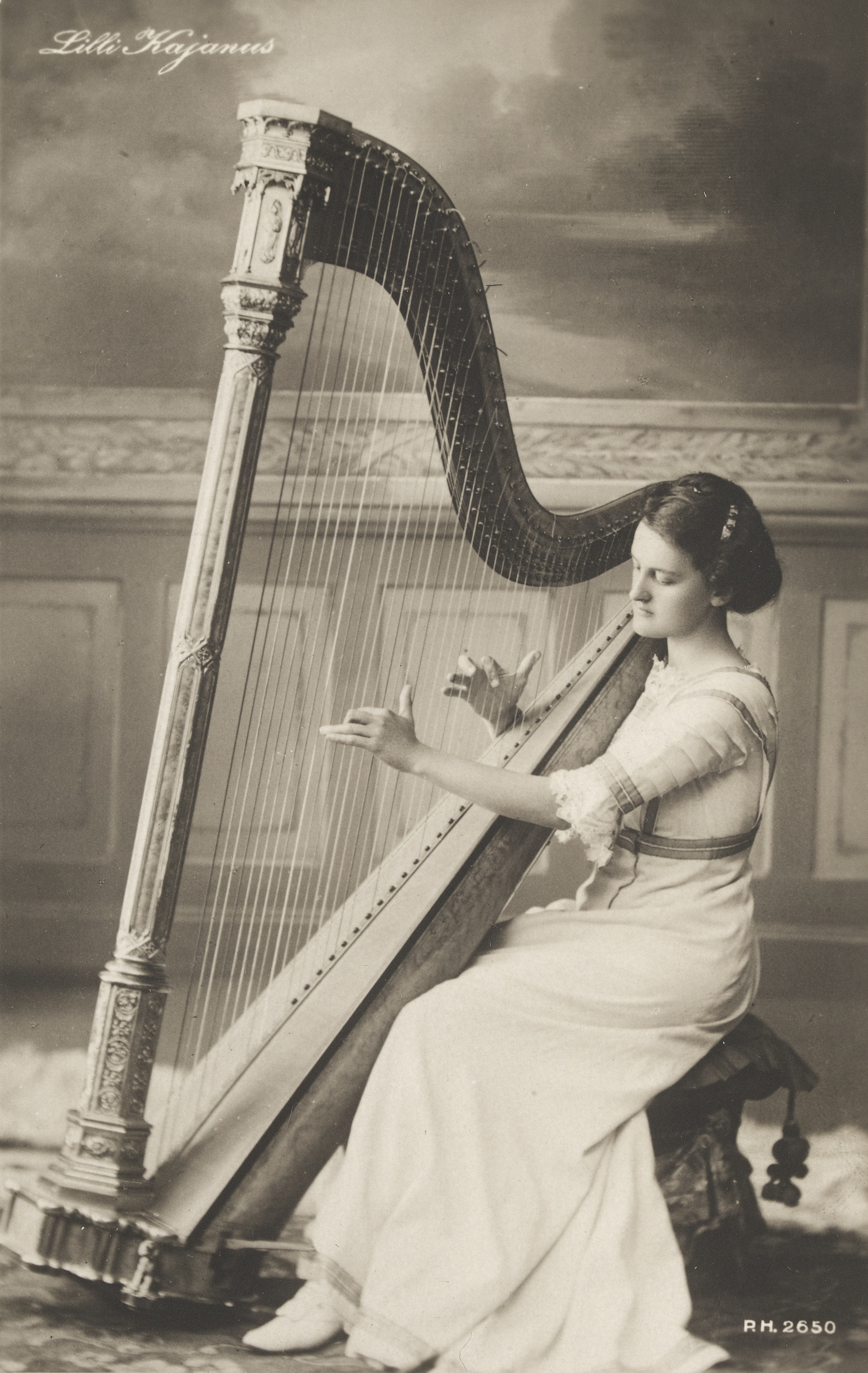
Лиллю Каянус-Бленнер. 1910-е годы

Ли́ллю Кая́нус-Бле́ннер (урождённая Лиллю Каянус) (фин. Lilly Kajanus-Blenner; 1885, Гельсингфорс — 1963, Хельсинки) — финская арфистка, музыкальный педагог. Лауреат высшей государственной награды Финляндии для деятелей искусств Pro Finlandia (1957). Была пионером игры на арфе Финляндии и странах Северной Европы. Её музыкальная и педагогическая деятельность значительно повлияли на появление игры на арфе в Финляндии.

## Биография
Дочь Роберта Каянуса (1856—1933), композитора, дирижёра, основателя оркестровой школы и симфонического хора в Гельсингфорсе. Сестра Кая Каянуса, скрипача, лауреата высшей государственной награды Финляндии для деятелей искусств Pro Finlandia (1957). 
Рано потеряла мать, много времени проводила в семье писателя Арвида Ярнефельта, и стала для него, как приёмная дочь. В раннем возрасте начала заниматься музыкой. Первым инструментом было фортепиано, игре на котором училась у своей тети, известной преподавательнице музыки Сельмы Каянус, также брала уроки рисования у Ээро Ярнефельта.
Окончила Санкт-Петербургскую консерваторию по классу «игра на арфе». Уже во время учёбы Каянус давала концерты в Восточной Финляндии. После играла в составе Ялтинского и Бакинского симфонических оркестров.
Современная концертная арфа в то время была ещё относительно неизвестным инструментом в Финляндии. С 1904 по 1905 год училась в классе игры на арфы у Мари Тассу-Спенсер в Париже.
С 1918 по 1950 год работала в Хельсинкском музыкальном институте, позже Академии имени Сибелиуса. В её репертуаре были известные произведения, а также произведения и аранжировки отца Роберта Каянуса и Глазунова. Хотя Лилли Каянус отказалась от публичной карьеры композитора, за свою карьеру аранжировала множество сочинений для арфы, а также для различных арфовых ансамблей. На рубеже 1930-х годов основала Финский квартет арф из своих учеников, с которым гастролировала как по Финляндии, так и по другим странам Северной Европы.
Вышла замуж в 1915 году за Йоханнеса Бленнера, датского судовладельца и бизнесмена, владельца кирпичного завода.
После Второй мировой войны занималась активной общественной деятельностью, была участницей движения за мир, сторонница А. Куусинен, также была активным членом Союза художников и членом правления музыкального отдела Финско-советского общества дружбы. Работала в рамках финско-советского культурного сотрудничества. Ещё в конце 1940-х годов была гидом для композитора Дмитрия Кабалевского и его супруги во время их визита в Хельсинки. В 1949 году Каянус-Бленнер побывала в Москве в составе культурной делегации Финско-советского общества, чтобы познакомиться с местной системой музыкального образования. Кроме того, поддерживал переписку с советскими музыкантами и композиторами, такими как Кабалевский и Ксения Эрдели (Энгельгардт), профессор игры на арфе Московской консерватории.

## Награды
- Pro Finlandia (1957)